# مسرح عمليات الصين وبورما والهند
مسرح عمليات الصين وبورما والهند (سي بي آي) هو الاسم الذي أطلقته القوات المسلحة الأمريكية خلال الحرب العالمية الثانية على مسرح عمليات الصين وجنوب شرق آسيا أو الهند-بورما. كان القادة الأعلون لجنوب شرق آسيا أو الصين مسؤولين رسميًا عن القيادة العملياتية لقوات الحلفاء (من ضمنها القوات الأمريكية) في سي بي آي. ومع ذلك، كانت القوات الأمريكية عمليًا تحت إشراف الجنرال جوزيف ستيلويل، نائب قائد القوات المتحالفة في الصين. كان مصطلح «سي بي آي» مهمًا في المسائل اللوجستية والمادية والمتعلقة بالأفراد العسكريين؛ استُخدم المصطلح ويُستخدم بشكل شائع داخل الولايات المتحدة لمسارح هذه العمليات.
تضمنت القوات المقاتلة الأمريكية والصينية في سي بي آي قوة المشاة الصينية والنمور الطائرة ووحدات الناقلات والقاذفات التي تحلق فوق الحدبة، من ضمنها القوة الجوية العاشرة، ومجموعة الكوماندوز الجوية الأولى والمهندسين الذين بنوا طريق ليدو والوحدة المركّبة رقم 5307 (المؤقتة) -المعروفة شعبيًا باسم «غزاة ميريل»- واللواء رقم 5332، المؤقت أو «فرقة عمل مارس»، الذي تولى مهمة غزاة ميريل.

## إستراتيجية الولايات المتحدة للصين
ظلت السياسة اليابانية تجاه الصين مصدر جدل دولي فترة طويلة. استغلت القوى الغربية الصين من خلال سياسة الباب المفتوح التي دعا إليها الدبلوماسي الأمريكي ويليام وودفيل روكهيل، بينما تدخلت اليابان بشكل مباشر أكثر، وأنشأت دولة مانشوكو الدمية. بحلول عام 1937، انخرطت اليابان في حرب غزو واسعة النطاق في الصين. أثارت مذبحة نانجنغ الشائنة الرأي العام الغربي وأدت إلى تقديم مساعدة مالية مباشرة للكومينتانغ (القوميين) وزيادة العقوبات الاقتصادية على اليابان.
في عام 1941، اتخذت الولايات المتحدة سلسلة من القرارات لدعم الصين في حربها مع اليابان: قُدّمت معونات الإعارة والاستئجار بعد أن أعلن الرئيس فرانكلين روزفلت أن الدفاع عن الصين أمر حيوي للدفاع عن الولايات المتحدة. خلال الصيف، مع تحرك اليابان جنوبًا إلى الهند الصينية الفرنسية، فرضت الولايات المتحدة وبريطانيا وهولندا حظرًا نفطيًا على اليابان، ما أدى إلى قطع 90% من إمداداتها. هدّد الحظر عمليات جيش كوانتونغ الذي نُشر له أكثر من مليون جندي في الصين. ردت اليابان بهجوم منسق بإحكام في 7 و8 ديسمبر، وهاجمت في الوقت نفسه بيرل هاربر والفلبين ومالايا وسنغافورة وهونغ كونغ وغوام وجزيرة ويك وتايلاند.
قطعت اليابان عن الصين إمدادات الحلفاء التي كانت تأتي عبر بورما. لم يعد بالإمكان تزويد الصين بالإمدادات إلا بالتحليق فوق جبال الهيمالايا (الحدبة) من الهند، أو بالاستيلاء على الأراضي في بورما وبناء طريق جديد هو طريق ليدو.

## بورما
في عامي 1941 و1942، أُجهدت اليابان، إذ لم يعد بإمكان قاعدتها البحرية الدفاع عن فتوحاتها، ولم تستطع قاعدتها الصناعية تعزيز البحرية. من أجل قطع مساعدات الحلفاء عن الصين، توغّلت اليابان في بورما، واستولت على رانغون في 8 مارس 1942، وقطعت طريق بورما الحيوي المؤدي إلى الصين. تحرّك اليابانيون شمالًا، واستولوا على تاونغو وبورما، ثم استولوا على لاشيو في بورما العليا في 29 أبريل. عدّ البريطانيون -المهتمون بشكل أساسي بالهند- بورما مسرح العمليات الرئيسي ضد اليابان وأرادوا أن تُقاتل القوات الصينية هناك. استحضرت الولايات المتحدة رؤى لملايين الجنود الصينيين يحتجزون اليابانيين ويعيقون تقدمهم، بينما يهيئون القواعد الجوية القريبة من أجل قصف المدن اليابانية بالقنابل الحارقة بشكل منتظم. كان مرور طريق الإمداد البري من الهند إلى الصين عبر بورما أمرًا ملحًّا. أدرك الزعيم القومي الصيني شيانغ كاي شيك أن هذا كله محض خيال، لكن بالنظر إلى الجانب الآخر، سيصبح بحوزته مبالغ ضخمة من الدولارات الأمريكية لو تعاون معهم. تعاون شيانغ معهم وتمكن من إطعام جنوده المتضوّرين جوعًا، لكنهم كانوا مجهزين تجهيزًا سيئًا للغاية حتى باتت العمليات الهجومية ضد اليابانيين في الصين مستحيلة. ومع ذلك، أطلق شيانغ جيشين صينيين للقتال في بورما تحت قيادة ستيلويل، لكن اليابانيين هزموهم وبشقّ الأنفس هرب ستيلويل سيرًا على الأقدام إلى الهند؛ أصبحت استعادة بورما وبناء طريق ليدو لإمداد الصين عبر بورما هاجسًا مؤرقًا لستيلويل.